# Sportpaleis van Schaarbeek
Het Sportpaleis van Schaarbeek, ook Wintervelodroom genoemd, was een sportpaleis dat stond aan de rand van het Josaphatpark op de kruising van de Louis Bertrandlaan, de Voltairelaan en de Jeruzalemstraat in de Brusselse gemeente Schaarbeek. Sinds de jaren zeventig staat op deze plaats de woontoren Brusilia. 

## Geschiedenis
Het Sportpaleis van Schaarbeek werd ontworpen door de architect Ernest Van Hammée. Op 5 oktober 1913 werd het gebouw officieel geopend. Het had een grote hal met een houten indoorbaan van 235 meter en met ruimte voor 15.000 toeschouwers.
Het sportpaleis kreeg met name bekendheid en faam vanwege de Zesdaagse van Brussel die hier tot 1965 verreden werd. Naast het wielrennen werd het sportpaleis ook gebruikt voor boksgala's, gymnastiekvoorstellingen, atletiekwedstrijden, windhondenrennen, springconcoursen, schermen, circusvoorstellingen, zaalvoetbal en basketbal. 
Behalve voor sport werd het sportpaleis gebruikt voor politieke bijeenkomsten, onder anderen van Léon Degrelle. Ook werden er concerten gehouden. De Rolling Stones gaven er in maart 1966, vlak voor de sluiting van het sportpaleis, hun eerste optreden in België.
Na het laatste sportgala op 16 november 1966 werd het sportpaleis gesloopt in 1967 om plaats te maken voor de in 1972 gebouwde woontoren Brusilia.